# 天主教赫瓦尔-布拉奇-维斯教区
天主教赫瓦爾-布拉奇-維斯教區（拉丁語：Dioecesis Pharensis）是羅馬天主教以克羅地亞南部赫瓦爾為中心的一個教區，屬斯普利特-馬卡爾斯卡總教區。
列西納教區於1145年成立，1830年歸於扎達爾總教區，布拉奇-維斯教區於1889年1月14日併入。教區於1969年7月27日改屬斯普利特-馬卡爾斯卡總教區。
教區管轄南達爾馬提亞的海島部分，2006年時有23,019名教友，佔轄區總人口87.8%。教區下轄46個堂區，有45名司鐸。教區主教現時出缺，榮休主教為斯洛博丹·什塔姆布克。